# Ideg

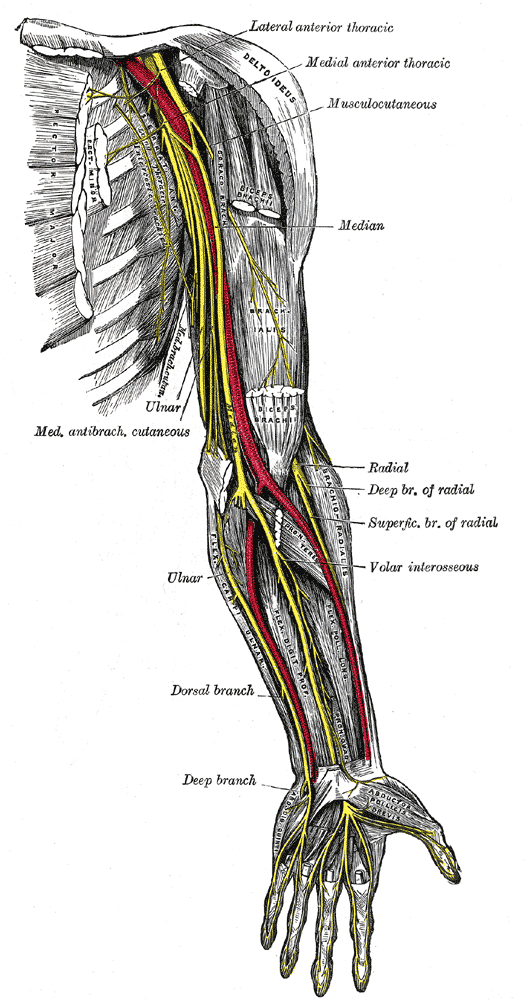
A kar idegei (sárgával jelölve)

Az ideg (latinul: nervus) idegrostok egy kötege a környéki idegrendszerben. Az ideg útként szolgál az akciós potenciálok továbbítására a környéki szervekhez, vagy érző idegek esetén a test többi részéből a központi idegrendszerbe. Minden, az idegben jelenlévő axon egy-egy idegsejt nyúlványa, az axonokat segítő sejtek (pl. Schwann-sejtek) mellett.
Az idegen belül, minden axont hálózatos kötőszöveti állomány, endoneurium vesz körbe. Az axonok nyalábokba (faszcikulusokba) csoportosulnak, és minden nyaláb a kötőszövetes perineuriumba van becsomagolva. Végül az egész ideg körül van véve az epineuriummal.
A központi idegrendszerben az idegek megfelelői a pályák. 

## Felépítés
Minden ideg kívülről körbe van véve egy epineurium nevű kötőszöveti állománnyal. Alatta lapos perineurium sejtek egy rétege található, amelyek axonok egy csoportját fogják össze. Egy ilyen köteg számos, endoneuriummal körbevett idegrostra osztható. Ez egy folyamatos csövet képez a központi idegrendszertől egészen a rostok szinapszisáig. Az endoneuriumot belül egy glikokalix nevű réteg alkotja, kívül pedig kollagén rostok sűrű hálózata. Az idegek gyakran erekkel együtt haladnak, hiszen az idegsejteknek elég nagy az energiaigénye.

### Kategóriák
Az idegeket három csoportra osztjuk irányuk és vezetett ingerük alapján:
- Az afferens idegek érző idegsejtektől szállítanak információt a központi idegrendszerbe.
- Az efferens idegek a központi idegrendszerből visznek jeleket az izmokba és mirigyekbe.
- A kevert idegek afferens és efferens idegrostot is tartalmaznak, így mind a két feladatban szerepet vállalnak.

Az idegek a osztályozhatóak a központi idegrendszerbeli eredési helyük alapján:
- A gerincvelői idegek a test nagy részét beidegzik, a gerincoszlopon belül kapcsolódnak a gerincvelőn át a központi idegrendszerhez. Elnevezésük arról a csigolyáról történik, amelyiknél kilépnek a gerincoszlopból.
- Az agyidegek főként a fejet idegzik be, és közvetlenül az agyhoz kapcsolódnak (pontosabban az agytörzshöz). Jelölésük római számokkal történik, 1-től 12-ig, de ezek mellett az agyidegek rendelkeznek leíró nevekkel is.

### Szakkifejezések
Egy ideg, amely információt szállít egy adott területről vagy irányítja azt, az az ideg úgymond „beidegzi” az adott területet.
Az „ipszilaterális” idegek a test ugyan azon oldalára hatnak, amelyen az ideget ellátó agyterület van, szemben a „kontralaterális” idegekkel, amelyek a test ellentétes oldalárán fejtik ki hatásuk.

## Fejlődésük
Az idegek növekedése normál esetben befejeződik a kamaszkor alatt, de újraindítható a Notch-jelátvitel nevű molekuláris mechanizmussal.

## Gyógyulásuk
Amennyiben az idegsejt sejtteste nem sérül, az axonok regenerálódnak és újraalkotják a szinapszisaikat a neuroregeneráció során.
Az idegek gyógyulása nagyon lassú és hónapokat is igénybe vehet a véghezvitele. A gyógyulás ugyan megjavít néhány ideget, a regeneráció nem tökéletes és hátramarad némi funkcionális hiba.

## Szerepük
Az idegek elektrokémiai impulzusokat (akciós potenciálokat) közvetítenek az ideget felépítő sejteken keresztül. Ezek a jelek hihetetlenül gyorsak, néhány velőhüvelyes axon akár 120 m/s-os sebességgel is szállíthat. Az impulzusok sejtről-sejtre vándorolnak, a szinapszisokon elektromos jelből kémiaivá, majd vissza elektromossá változnak.

## Orvosi jelentőségük
A rák terjedhet az idegek körüli területeken. Ez kifejezetten gyakori fej-, nyak-, prosztata- és végbélrák esetén.
Sclerosis multiplex esetén az idegek nagymértékben sérülnek, a velőhüvelyük károsodik.
„Becsípődött ideg” történtekor egy ideg nyomás alá kerül, ami okozhat fájdalmat, gyengeséget, zsibbadást vagy bénulást. A fájdalom más területekre is sugározhat.

## Történelem
Hérophilosz (i.e. 335–280) leírta a látóideget és a szemmozgató ideget. Az agyidegek elemzése során állapította meg a különbséget ér és ideg között.